# Baie Lazare

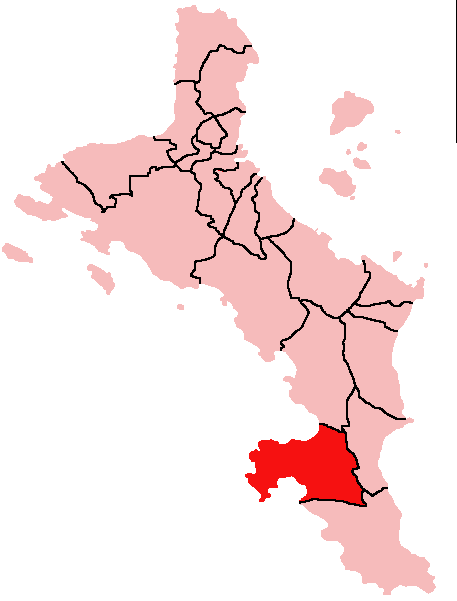
Distriktets läge.

Distriktet Baie Lazare är ett av Seychellernas 26  distrikt.

## Geografi
Distriktet har en yta på cirka 11,5 km² med cirka 3 000 invånare. Befolkningstätheten är 261 invånare / km².
Baie Lazare i regionen Södra Mahé (South Mahé).

## Förvaltning
Distriktet förvaltas av en district administrator och ISO 3166-2koden är "SC-06". Huvudorten är Baie Lazare.
Sedan 1994 lyder varje distrikt under "Local Government" som är en enhet av departementet Ministry of Local Government, Youth and Sport. Distriktens roll är att främja tillgång av offentliga tjänster på lokal nivå.
Distriktets valspråk är: "United in tradition for success" (Förenad i traditionen av framgång).